# NGC 6966
NGC 6966 is een dubbelster in het sterrenbeeld Waterman. Het hemelobject werd op 26 juli 1865 ontdekt door de Duits-Deense astronoom Heinrich Louis d'Arrest.